# Georg-Heinrich Wiedemann

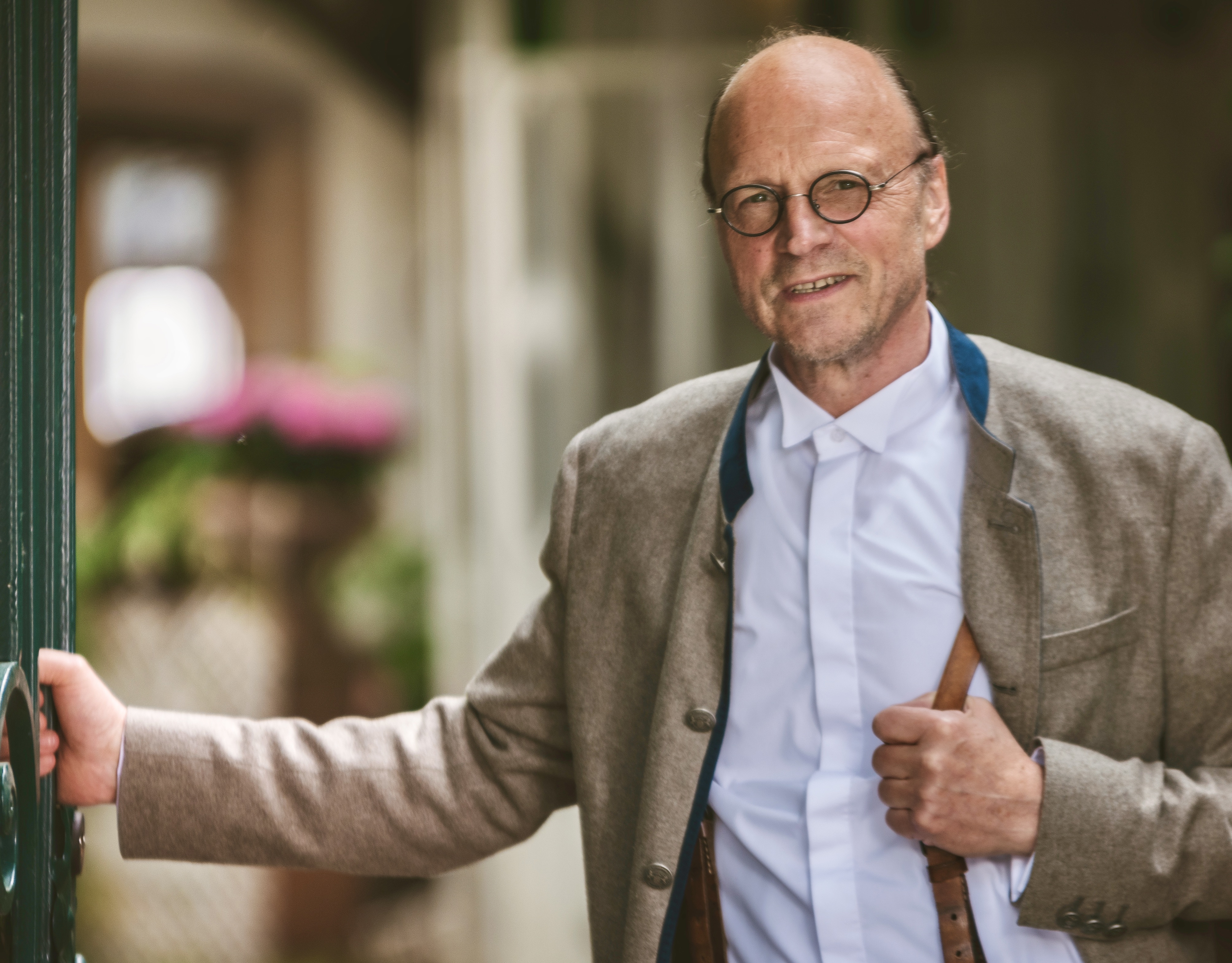
Georg-Heinrich Wiedemann (2020)

Georg-Heinrich Wiedemann (* 1956 in der Pfalz) ist ein Essigproduzent und Autor. Er hat sich auf die Produktion von Edelessigen spezialisiert und über das Thema mehrere Bücher veröffentlicht.

## Leben
Georg-Heinrich Wiedemann entstammt einer Pfälzer Bauernfamilie. Nach einer kaufmännischen Lehre übernahm er 1973 hauptberuflich den bis dahin im Nebenerwerb betriebenen landwirtschaftlichen Betrieb seiner Eltern in Venningen, den er durch weitere Weinanbauflächen vergrößerte. Wiedemann stellt naturvergorene Essige nach dem im 17. Jahrhundert entwickelten Orléans-Verfahren her. Wie Weine reifen sie in rebsortenrein abgefüllten Barrique-Fässern oft über Jahre heran und werden dann mit Obst, Kräutern und Gewürzen aromatisiert. Die Grundlage zur Herstellung der unterschiedlichen Essige bilden die Rebsorten Ortega, Gewürztraminer und Riesling.

## Veröffentlichungen
- Zeit für saure Sinnlichkeit-Essig. Falken, Niedernhausen/Ts. 1998, ISBN 978-3-8068-7403-7.
- Essig-Sinnlichkeit und Leidenschaft. Umschau-Buchverlag Breidenstein, Frankfurt/Main 2002, ISBN 978-3-8295-6422-9.
- Der Essigdoktor und seine Kulinarischen Geißbock-Köche. Höma-Verlag, Offenbach 2004, ISBN 978-3-937329-08-6.
- Weinessiggut Doktorenhof (Hrsg.): Doktorenhof Heimat des Essigs. Nunnemann, Herxheim, ISBN 978-3-00-026330-9.
- Weinessiggut Doktorenhof (Hrsg.): Essig-Märchen und Rezepte aus dem Doktorenhof. Neue Erde, Saarbrücken 2013, ISBN 978-3-89060-638-5.
- Neue Erde (Hrsg.): Das Buch vom guten Essig. Appel & Klinger Medien, Schneckenlohe 2016, ISBN 978-3-89060-637-8.